# George Robert Gray

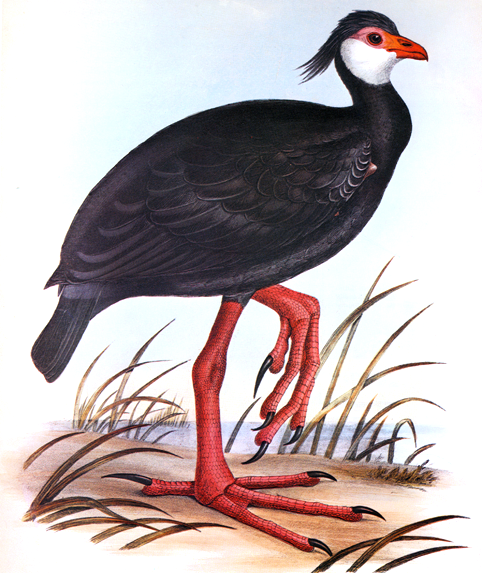
Čája bělolící (Chauna chavaria) - ilustrace z Grayova díla Genera of Birds.

George Robert Gray (8. července 1808 – 6. května 1872) byl anglický zoolog.
Narodil se jako syn botanika Samuela Fredericka Graye a starší bratr zoologa Johna Edwarda Graye. V roce 1831 nastoupil v zoologickém oddělení Britského muzea jako pomocný asistent. Zde se začal zabývat hmyzem a popsal množství motýlů. V roce 1833 sepsal dílo s názvem Entomology of Australia (Entomologie Austrálie) a přispíval entomologickými poznatky v Cuvierově Animal Kingdom (Království zvířat). Téhož roku založil také Královskou londýnskou entomologickou společnost a od roku 1841 až do své smrti působil jako ředitel ornitologického oddělení Britského muzea.
Jeho nejvýznamnějším dílem je Genera of Birds (Ptačí rody) z let 1844 – 1849, které ilustroval David William Mitchell a Joseph Wolf.